# Chapelle, Broye
Chapelle är en ort i kommunen Cheiry i kantonen Fribourg, Schweiz. Chapelle var tidigare en egen kommun, men den 1 januari 2005 inkorporerades Chapelle i kommunen Cheiry.